# Lago Stockelache
El lago Stockelache (en alemán: Stockelache) es un lago situado al noreste de la ciudad de Fráncfort del Meno, en el distrito rural de Schwalm-Eder, en el estado de Hesse (Alemania), a una altitud de 185 metros; tiene un área de 10 hectáreas y una profundidad máxima de 255 metros.